# Draft de la NBA de 1986
El Draft de la NBA de 1986 es quizás el de más infausto recuerdo a causa de los problemas de drogas en varios de los jugadores elegidos en primera ronda. Dos días después de ser elegido en la segunda posición por los Boston Celtics, el jugador Len Bias moría por una sobredosis al celebrar su paso a profesionales. Durante sus carreras también tuvieron problemas de esta índole jugadores como Chris Washburn (n.º 3) William Bedford (n.º 6) y Roy Tarpley (n.º 7). También ha habido muertes prematuras de algunos jugadores, como Kevin Duckworth, Dražen Petrović, jugadores lastrados por las lesiones como Brad Daugherty y otros como Mike Williams, que quedaron inválidos después de un tiroteo.
Por otro lado, es quizás el draft  del que más jugadores All Star han salido de una segunda ronda: Mark Price, Dennis Rodman, Kevin Duckworth, y Jeff Hornacek, por uno de la primera (Brad Daugherty). Además, ese año fueron seleccionados dos de los mejores jugadores europeos de todos los tiempos: Dražen Petrović y Arvydas Sabonis.

## Primera ronda

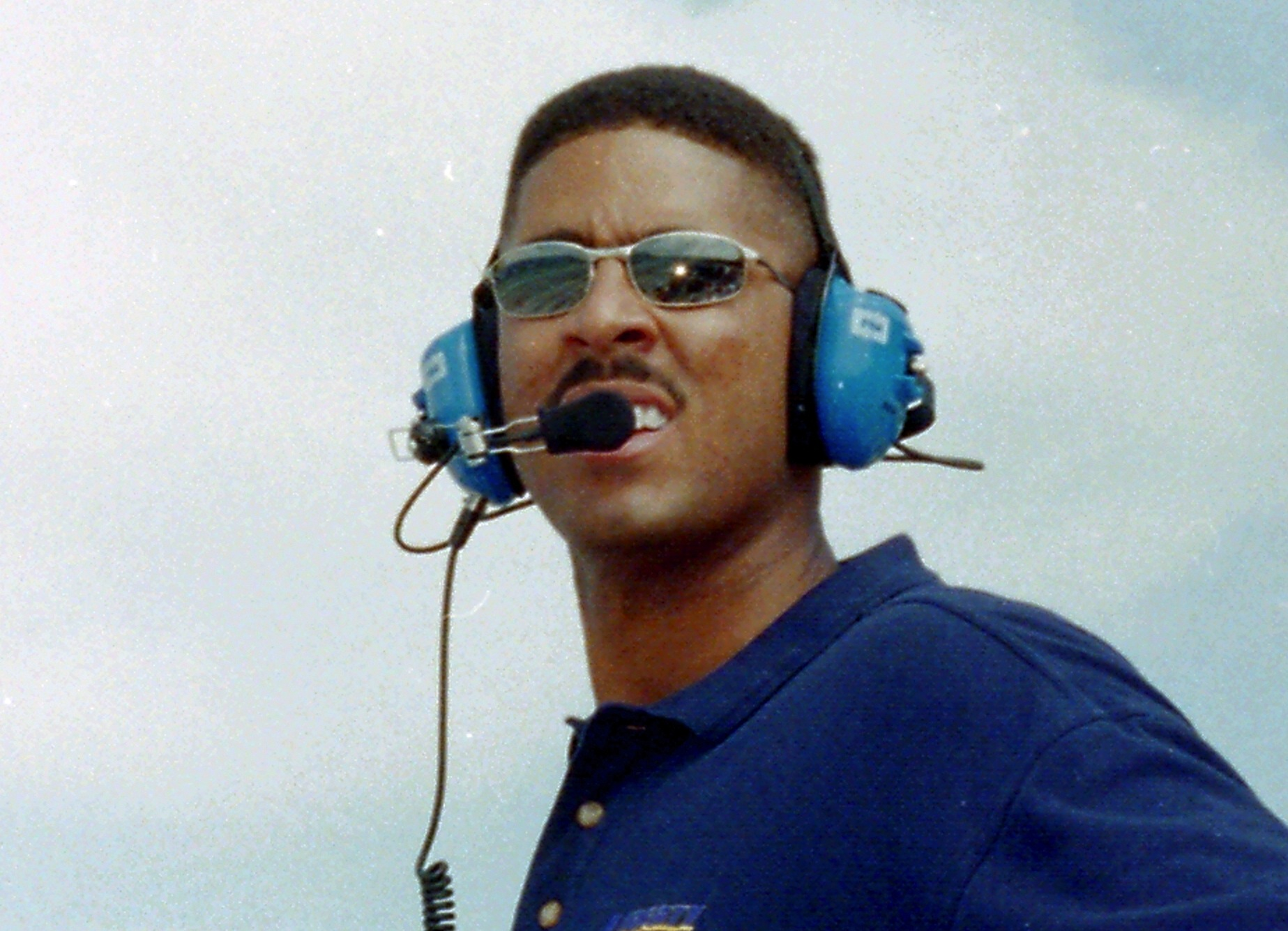
Brad Daugherty, elegido en primer lugar por Cleveland Cavaliers.

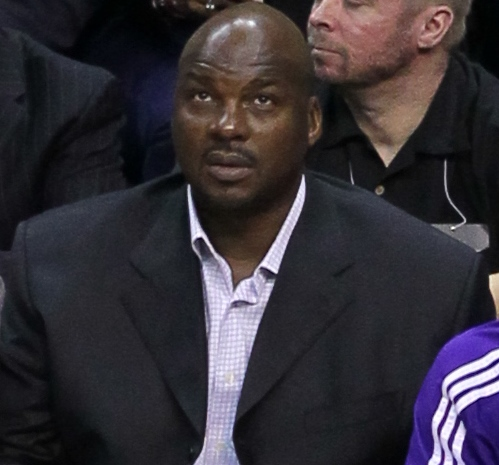
Chuck Person seleccionado en 4.ª posición por Indiana Pacers.

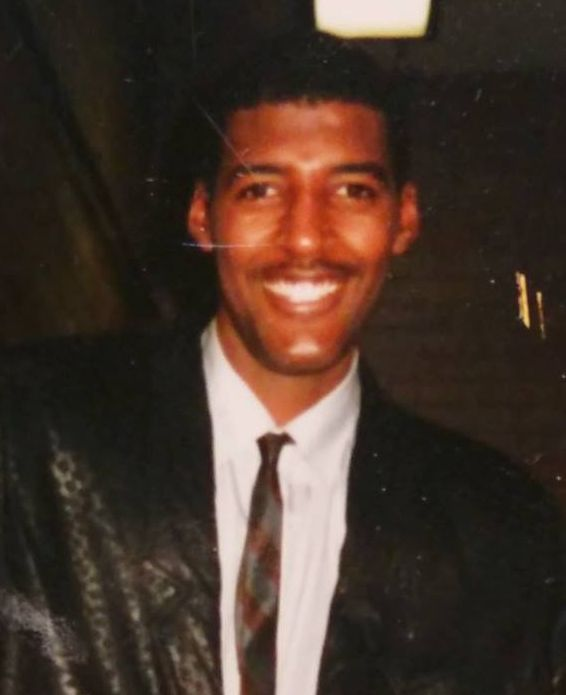
Roy Tarpley elegido en 7.º lugar por Dallas Mavericks.

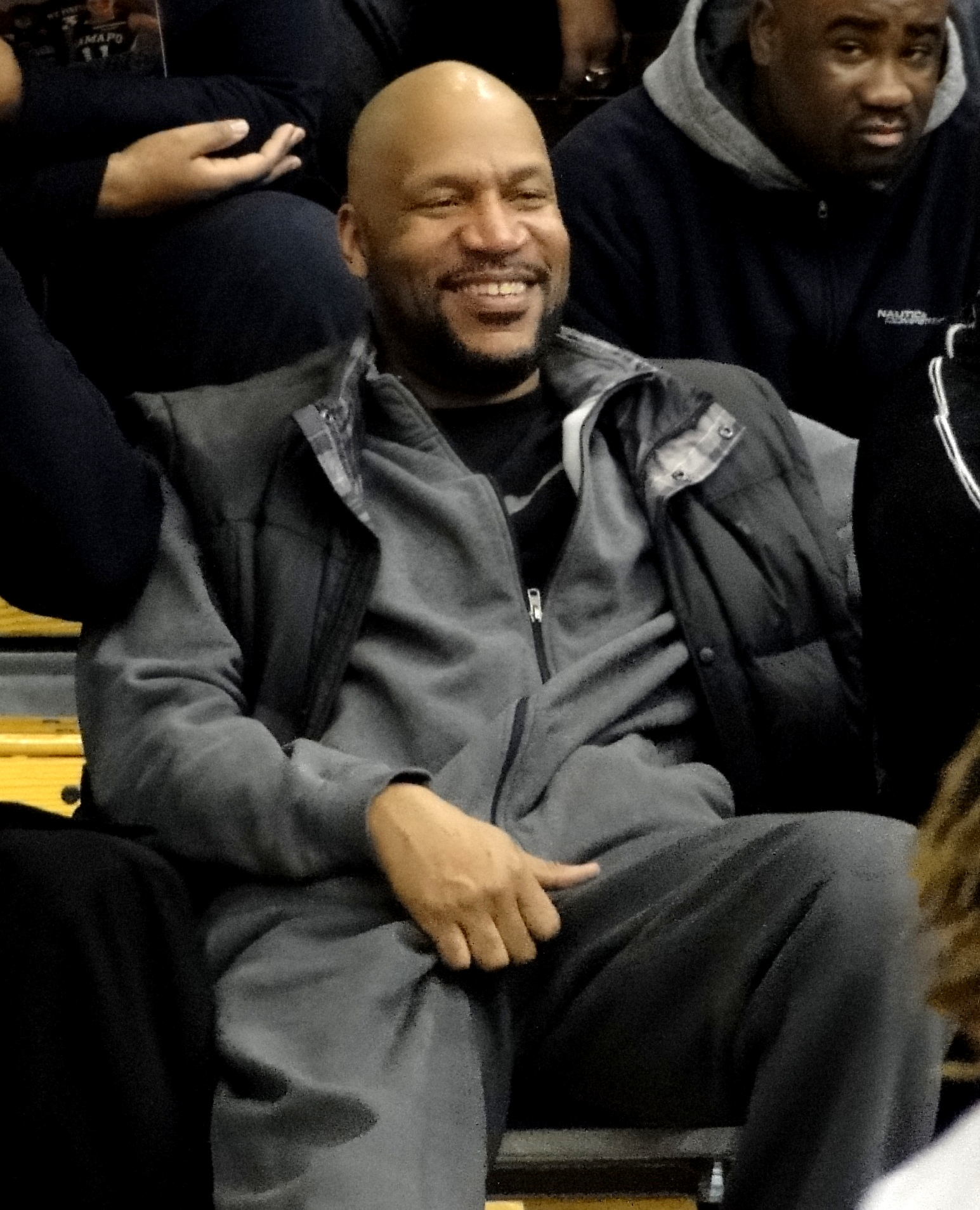
Ron Harper elegido en 8.º lugar por Cleveland Cavaliers.

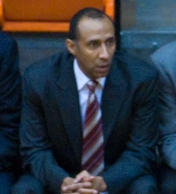
Johnny Dawkins, la décima elección de San Antonio Spurs.

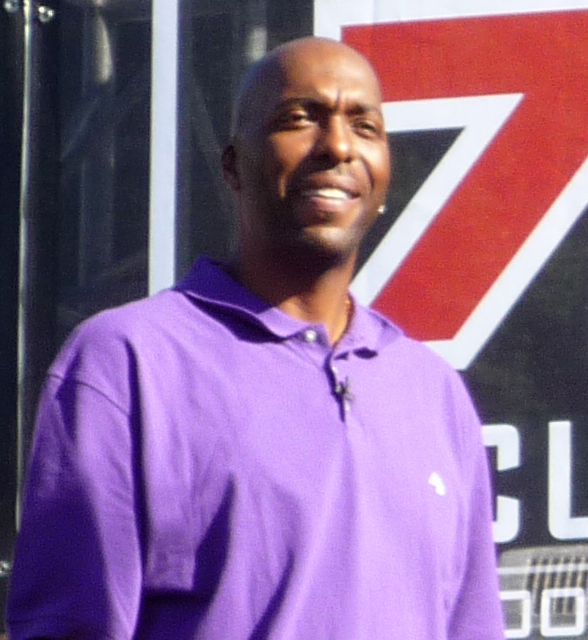
John Salley, la 11.ª elección.

|  | Denota jugador miembro del Basketball Hall of Fame                                                 |
|  | Denota jugador que ha sido seleccionado al menos en un All-Star Game y un Mejor Quinteto de la NBA |
|  | Denota jugador que ha sido seleccionado al menos en un All-Star Game                               |
|  | Denota jugador que nunca ha jugado en la NBA                                                       |

| Pick | Jugador           | Nacionalidad    | Equipo de la NBA       | Origen (Universidad/club) |
| ---- | ----------------- | --------------- | ---------------------- | ------------------------- |
| 1    | Brad Daugherty    | Estados Unidos  | Cleveland Cavaliers    | North Carolina            |
| 2    | Len Bias          | Estados Unidos  | Boston Celtics         | Maryland                  |
| 3    | Chris Washburn    | Estados Unidos  | Golden State Warriors  | NC State                  |
| 4    | Chuck Person      | Estados Unidos  | Indiana Pacers         | Auburn                    |
| 5    | Kenny Walker      | Estados Unidos  | New York Knicks        | Kentucky                  |
| 6    | William Bedford   | Estados Unidos  | Phoenix Suns           | Memphis State             |
| 7    | Roy Tarpley       | Estados Unidos  | Dallas Mavericks       | Míchigan                  |
| 8    | Ron Harper        | Estados Unidos  | Cleveland Cavaliers    | Miami (OH)                |
| 9    | Brad Sellers      | Estados Unidos  | Chicago Bulls          | Ohio State                |
| 10   | Johnny Dawkins    | Estados Unidos  | San Antonio Spurs      | Duke                      |
| 11   | John Salley       | Estados Unidos  | Detroit Pistons        | Georgia Tech              |
| 12   | John S. Williams  | Estados Unidos  | Washington Bullets     | LSU                       |
| 13   | Dwayne Washington | Estados Unidos  | New Jersey Nets        | Syracuse                  |
| 14   | Walter Berry      | Estados Unidos  | Portland Trail Blazers | St. John's                |
| 15   | Dell Curry        | Estados Unidos  | Utah Jazz              | Virginia Tech             |
| 16   | Maurice Martin    | Estados Unidos  | Denver Nuggets         | Saint Joseph's            |
| 17   | Harold Pressley   | Estados Unidos  | Sacramento Kings       | Villanova                 |
| 18   | Mark Alarie       | Estados Unidos  | Denver Nuggets         | Duke                      |
| 19   | Billy Thompson    | Estados Unidos  | Atlanta Hawks          | Louisville                |
| 20   | Buck Johnson      | Estados Unidos  | Houston Rockets        | Alabama                   |
| 21   | Anthony Jones     | Estados Unidos  | Washington Bullets     | UNLV                      |
| 22   | Scott Skiles      | Estados Unidos  | Milwaukee Bucks        | Michigan State            |
| 23   | Ken Barlow        | Estados Unidos  | Los Angeles Lakers     | Notre Dame                |
| 24   | Arvydas Sabonis   | Unión Soviética | Portland Trail Blazers | Zalgiris Kaunas (URSS)    |

## Segunda ronda
| Pick | Jugador             | Nacionalidad   | Equipo de la NBA                         | Origen (Universidad/club) |
| ---- | ------------------- | -------------- | ---------------------------------------- | ------------------------- |
| 25   | Mark Price          | Estados Unidos | Dallas Mavericks, traspasado a Cleveland | Georgia Tech              |
| 26   | Greg Dreiling       | Estados Unidos | Indiana Pacers                           | Kansas                    |
| 27   | Dennis Rodman       | Estados Unidos | Detroit Pistons                          | S. Oklahoma State         |
| 28   | Larry Krystkowiak   | Estados Unidos | Chicago Bulls                            | Montana                   |
| 29   | Johnny Newman       | Estados Unidos | Cleveland Cavaliers                      | Richmond                  |
| 30   | Nate McMillan       | Estados Unidos | Seattle SuperSonics                      | North Carolina State      |
| 31   | Joe Ward            | Estados Unidos | Washington Bullets                       | Georgia                   |
| 32   | Cedric Henderson    | Estados Unidos | Atlanta Hawks                            | Georgia                   |
| 33   | Kevin Duckworth     | Estados Unidos | San Antonio Spurs                        | Eastern Illinois          |
| 34   | Johnny Rogers       | Estados Unidos | Sacramento Kings                         | UC Irvine                 |
| 35   | Milt Wagner         | Estados Unidos | Dallas Mavericks                         | Louisville                |
| 36   | Steve Mitchell      | Estados Unidos | Washington Bullets                       | UAB                       |
| 37   | Panagiotis Fasoulas | Grecia         | Portland Trail Blazers                   | NC State                  |
| 38   | LeMone Lampley      | Estados Unidos | Seattle SuperSonics                      | DePaul                    |
| 39   | Rafael Addison      | Estados Unidos | Phoenix Suns                             | Syracuse                  |
| 40   | Augusto Binelli     | Italia         | Atlanta Hawks                            | Virtus Bolonia (Italia)   |
| 41   | Otis Smith          | Estados Unidos | Denver Nuggets                           | Jacksonville              |
| 42   | Ron Kellogg         | Estados Unidos | Atlanta Hawks                            | Kansas                    |
| 43   | Dave Feitl          | Estados Unidos | Houston Rockets                          | UTEP                      |
| 44   | David Wingate       | Estados Unidos | Philadelphia 76ers                       | Georgetown                |
| 45   | Keith Smith         | Estados Unidos | Milwaukee Bucks                          | Loyola Marymount          |
| 46   | Jeff Hornacek       | Estados Unidos | Phoenix Suns                             | Iowa State                |
| 47   | Michael Jackson     | Estados Unidos | New York Knicks                          | Georgetown                |

## Notables elecciones posteriores a la 2.ª ronda
| Pick | Jugador           | Nacionalidad    | Equipo de la NBA       | Origen (Universidad/club)  |
| ---- | ----------------- | --------------- | ---------------------- | -------------------------- |
| 60   | Dražen Petrović   | Yugoslavia      | Portland Trail Blazers | Cibona Zagreb (Yugoslavia) |
| 69   | André Turner      | Estados Unidos  | Los Angeles Lakers     | Memphis St.                |
| 94   | Jerome Mincy      | Puerto Rico     | New York Knicks        | UAB                        |
| 134  | Alexander Volkov  | Unión Soviética | Atlanta Hawks          | CSKA de Moscú (URSS)       |
| 157  | Valery Tikhonenko | Unión Soviética | Atlanta Hawks          | CSKA de Moscú (URSS)       |

## Curiosidades
- Arvidas Sabonis no se unió a los Portland Trail Blazers en 1986 por problemas políticos. No lo hizo, y con gran éxito, hasta 1995, poco antes de cumplir los 31 años, convirtiéndose en segundo rookie más veterano de la historia tras Pablo Prigioni, que debutó con 35 años con los New York Knicks en la Temporada 2012-13 de la NBA.
- La muerte de Len Bias promovió una gran campaña a nivel mundial contra las drogas.
- Los Cleveland Cavaliers fueron los grandes beneficiados de este draft, con la incorporación de dos futuros All Star:Mark Price y Brad Daugherty y grandes jugadores como Ron Harper.